# كيم جاغي
كيم جاغي (Kim Jaggy) (مواليد 14 نوفمبر 1982)، هو لاعب كرة قدم كان يلعب كمدافع. يلعب مع منتخب هايتي لكرة القدم منذ عام 2011.

## وصلات خارجية
- كيم جاغي على موقع الاتحاد الدولي (مؤرشف)  (الإنجليزية)
- كيم جاغي على موقع قاعدة بيانات كرة القدم.إي يو (الإنجليزية)
- كيم جاغي على موقع ناشيونال فوتبول تيمز (الإنجليزية)
- كيم جاغي على موقع Soccerway.com (الإنجليزية)
- كيم جاغي على موقع AS.com (الإسبانية)